# 911 (canción de Gorillaz)
«911» es un sencillo lanzado el 2001 de Gorillaz y D12 con Terry Hall. Es una narración en relación con los acontecimientos de los ataques del 11 de septiembre de 2001. También apareció en la banda sonora de 2002 de Bad Company. La canción fue lanzada como descarga gratuita tanto en los sitios web de Gorillaz como de D12. El único miembro de D12 que no participó en la canción fue Eminem.

## Video musical
Después del lanzamiento del sencillo, Gorillaz y D12 pronto dieron a conocer un video, que está disponible para descargar. El video muestra fuego en el fondo de los integrantes de cada banda, mostrando varios clips utilizados en otros videos como "Clint Eastwood" y "19-2000".

## Presentación en vivo
La canción fue interpretada en vivo solo en dos ocasiones en la primera gira del grupo, denominada Gorillaz Live. La primera fue en el concierto de Gorillaz en el Hammerstein Ballroom de la ciudad de Nueva York, Estados Unidos el 28 de febrero de 2002. La canción también se interpretó en Torre de Belém en Lisboa, Portugal el 20 de julio de 2002 con el grupo de rap Phi Life Cypher durante el Festival Isle of MTV, curiosamente, en la última fecha de la gira.

## Lista de canciones
- Sencillo CD

1. «911» — 5:50
2. «911» (Clean version) — 5:50
3. «911» (Short Version Ultra-Clean) — 5:00

- Como pista descargable:

1. «911» — 5:50

- Promo en formato 12" (GZD12 911)

1. «911» (White label, un lado) — 5:50